# Руло „Стефани“
Руло „Стефанѝ“ (на унгарски: Stefánia szelet) е вид месно руло с плънка, включваща цели варени яйца.
Както и другите разпространени в европейската кухня месни рула, то се приготвя от кайма, като в нейната сърцевина се поставят яйца и зеленчуци, най-често моркови и кисели краставички. При нарязване на рулото на филии яйцата им придават характерен декоративен ефект. Рулото е известно в Унгария под името „Щефания“. В България се появява през междувоенния период, първоначално с имена като „ролад“ и „фалшив заек“, а сегашното му наименование се налага от 50-те години.